# Altmann von Passau

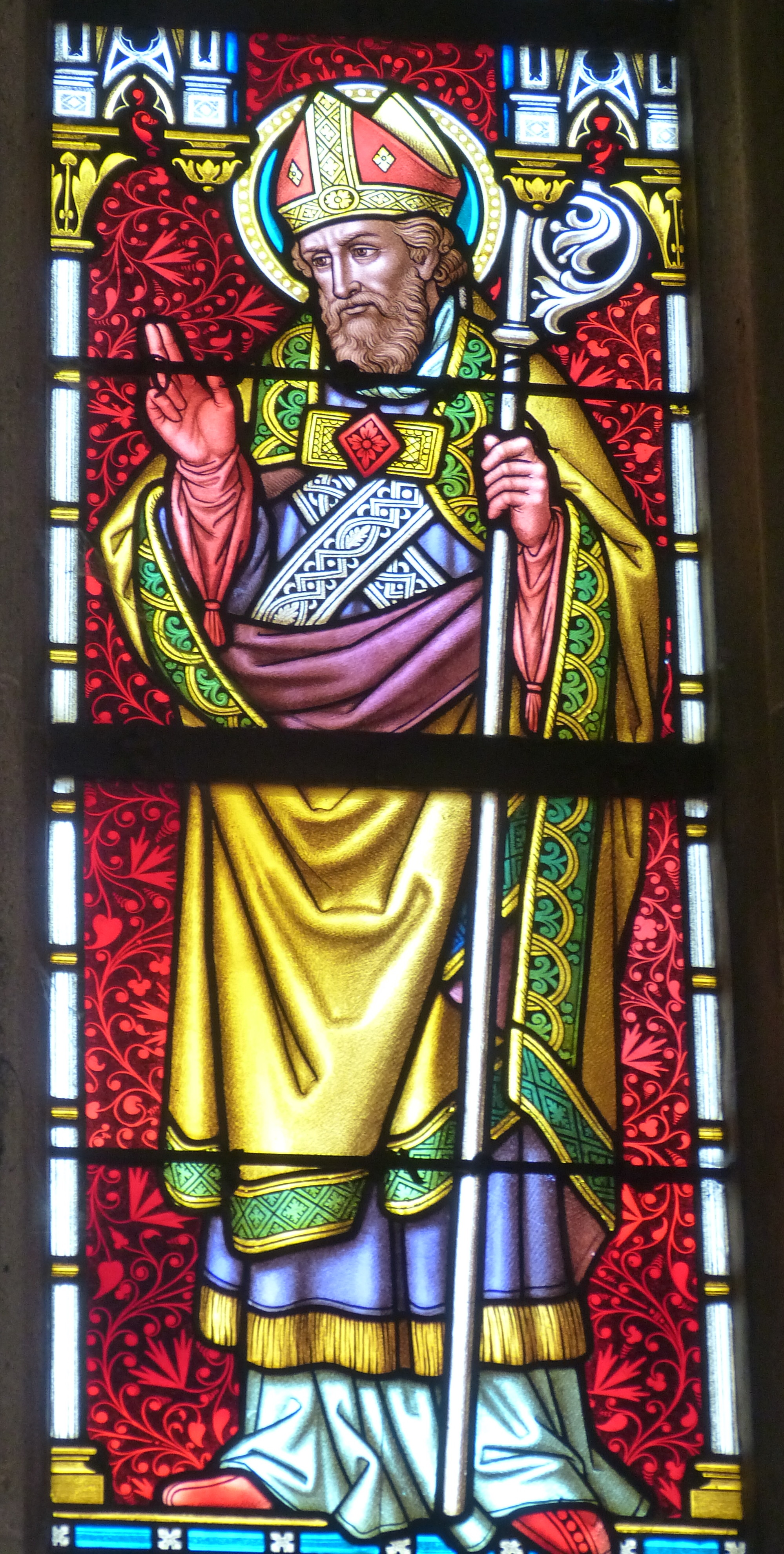
Kirchenfenster (1883) in der Pfarrkirche Thalheim.

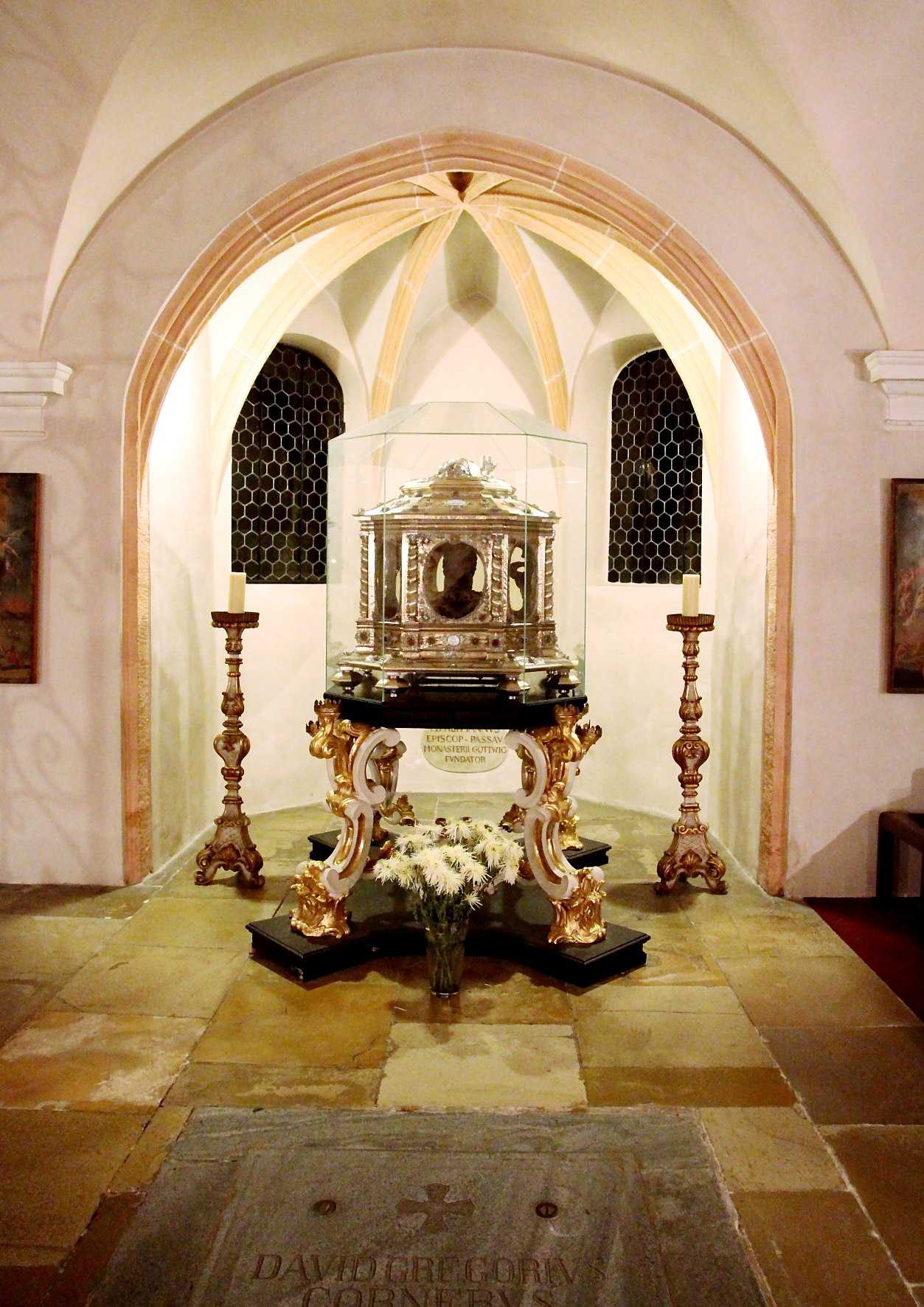
Der Altmann-Reliquienschrein in der Krypta der Göttweiger Stiftskirche.

Altmann von Passau (* um 1015 in Westfalen; † 8. August 1091 in Zeiselmauer, Niederösterreich) war im Investiturstreit ein bedeutender  Vertreter der  Gregorianischen Reformen, Bischof der Diözese Passau, Klostergründer und Reformer, der als Heiliger verehrt wird.

## Leben
Er wurde zwischen 1013 und 1020 geboren, stammte aus altsächsischem Hochadel, besuchte die Domschule von Paderborn und wurde später deren Leiter.
Er war von etwa 1056 bis 1065 Propst am Aachener Marienstift, ferner Hofkaplan von Kaiser Heinrich III. und Kanoniker in Goslar.
1065 wurde er Bischof von Passau und begann mit der Reform des Klerus. Er gründete die Chorherrenstifte St. Nikola (1070) in Passau und Göttweig (1083) in Niederösterreich, das 1094 in ein Benediktinerkloster umgewandelt wurde.
Er wirkte zur Zeit des Investiturstreites, stand dabei auf der Seite des Papstes Gregor VII., verkündete 1074 dessen Reformdekrete und war der eifrigste Förderer der Kirchenreform in den deutschen Landen. Im Jahre 1076 nahm er ebenso wie der Salzburger Erzbischof Gebhard von Helfenstein (der Altmann zum Bischof geweiht hatte) nicht am Hoftag von Worms teil und unterstützte den Gegenkönig Rudolf von Schwaben. Er wurde von Anhängern des späteren Kaisers Heinrich IV. aus Passau vertrieben, der 1077/1078 diese Stadt verwüstete. Die herrschaftlichen Rechte über die Stadt Passau gingen dabei verloren, der König verlieh diese an den von ihm eingesetzten Burggrafen Ulrich. Diese sollten erst nach dem Tode des Burggrafen 1099 wieder an die Bischöfe gelangen.
Altmann nahm in Rom an den Fastensynoden 1079 und 1080 teil. Er wurde zum päpstlichen Vikar für Deutschland ernannt und konnte den Markgrafen Leopold II. von Österreich für die Papstpartei gewinnen. 1085 wurde er vom Kaiser als Bischof von Passau abgesetzt und hielt sich meist im Gebiet der Markgrafschaft Österreich auf, wo er die bestehenden Klöster St. Florian, Kremsmünster, Melk sowie St. Pölten reformierte, die Pfarrorganisation verbesserte und Kirchen aus Stein bauen ließ. Sein Einfluss auf die Regierung der Markgrafschaft wurde zeitweise so hoch veranschlagt, dass man ihn den „Lenker“ des Markgrafen Leopold II. nannte.
Er starb in Österreich in der bischöflichen Pfalz zu  Zeiselmauer und wurde im Stift Göttweig bestattet.
Er wird als Heiliger verehrt, obwohl keine offizielle Heiligsprechung erfolgt ist.
Die Pfarrkirche Paudorf-Göttweig etwa hat ein Altmanni-Patrozinium.

## Gedenktage
- allgemeiner katholischer Gedenktag: 8. August
- Nichtgebotener Gedenktag in den Bistümern Wien, Linz und St. Pölten: 7. August
- Gebotener Gedenktag im Bistum Passau: 12. August (seit 2016, vom 9. August auf diesen Tag verlegt durch Dekret der Gottesdienstkongregation vom 31. März 2015)